# Thomas Chittenden
Thomas Chittenden, ameriški politik, * 6. januar 1730, East Guilford, Connecticut, † 25. avgust 1797.
Dvajset let je kot guverner vodil Vermont, najprej v letih 1778–1789, ko je bil to še nepriznana Republika Vermont, in nato kot tretji guverner od 1790 do svoje smrti. V tem času, leta 1791, je bil Vermont sprejet v Združene države Amerike kot 14. zvezna država.